# Championnat de Serbie féminin de handball
Le championnat de Serbie féminin de handball est le plus haut niveau des clubs féminins de handball en Serbie. Sa première édition se tient pour la saison 2006-2007 et fait suite au Championnat de Serbie-et-Monténégro.

## Palmarès depuis 2006
| Saison    | Champion                                        | Second                                          |
| --------- | ----------------------------------------------- | ----------------------------------------------- |
| 2006-2007 | ŽRK Knjaz Miloš Aranđelovac                     | ŽRK Naisa Niš                                   |
| 2007-2008 | ŽRK Naisa Niš                                   | ŽRK Kikinda                                     |
| 2008-2009 | ŽORK Vrnjačka Banja                             | ŽRK Naisa Niš                                   |
| 2009-2010 | ŽRK Zaječar                                     | ŽRK Kikinda                                     |
| 2010-2011 | ŽRK Zaječar                                     | ŽORK Jagodina                                   |
| 2011-2012 | ŽRK Zaječar                                     | ŽORK Jagodina                                   |
| 2012-2013 | ŽRK Zaječar                                     | ŽORK Jagodina                                   |
| 2013-2014 | ŽRK Radnički Kragujevac                         | ŽORK Jagodina                                   |
| 2014-2015 | ŽRK Radnički Kragujevac                         | ŽORK Jagodina                                   |
| 2015-2016 | ŽRK Aranđelovac                                 | ŽRK Naisa Niš                                   |
| 2016-2017 | ŽRK Medicinar Šabac                             | ŽRK Aranđelovac                                 |
| 2017-2018 | ŽORK Jagodina                                   | ŽRK Aranđelovac                                 |
| 2018-2019 | ŽORK Jagodina                                   | ŽRK Aranđelovac                                 |
| 2019-2020 | Non décerné du fait de la pandémie de Covid-19. | Non décerné du fait de la pandémie de Covid-19. |

## Bilan par club
| Rang | Club                        | Titres gagnés | Titres gagnés | Titres gagnés |
| Rang | Club                        | Nombre        | Premier       | Dernier       |
| ---- | --------------------------- | ------------- | ------------- | ------------- |
| 1    | ŽRK Zaječar                 | 4             | 2010          | 2013          |
| 2    | ŽRK Radnički Kragujevac     | 2             | 2014          | 2015          |
| 2    | ŽORK Jagodina               | 2             | 2018          | 2019          |
| 4    | ŽRK Knjaz Miloš Aranđelovac | 1             | 2007          | 2007          |
| 4    | ŽRK Naisa Niš               | 1             | 2008          | 2008          |
| 4    | ŽORK Vrnjačka Banja         | 1             | 2009          | 2009          |
| 4    | ŽRK Medicinar Šabac         | 1             | 2017          | 2017          |

## Classement EHF
Le coefficient EHF pour la saison 2020/2021 est :
| Rang | Évolution     | Rang 2019/20 | Championnat         | Coefficient |
| ---- | ------------- | ------------ | ------------------- | ----------- |
| 1    | en stagnation | (1)          | Nemzeti Bajnokság I | 162,50      |
| 2    | Entré         | (3)          | Super League        | 119,00      |
| 3    | Remplacé      | (2)          | Liga Naţională      | 106,67      |
| 4    | en stagnation | (4)          | Damehåndboldligaen  | 105,17      |
| 5    | en stagnation | (5)          | LFH                 | 95,00       |
| 6    | en stagnation | (6)          | Eliteserien         | 89,67       |
| 7    | en stagnation | (7)          | Bundesliga          | 68,83       |
| ...  |               |              |                     |             |
| 20   | Remplacé      | (19)         | Superliga           | 10,50       |

Évolution
| Année | 2007-2008 | 2008-2009 | 2009-2010 | 2010-2011 | 2011-2012 | 2012-2013 | 2013-2014 | 2014-2015 | 2015-2016 | 2016-2017 | 2017-2018 | 2018-2019 | 2019-2020 | 2020-2021 |
| Rang  | 7         | 12        | 13        | 12        | 14        | 12        | 11        | 13        | 17        | 18        | 18        | 19        | 19        | 20        |

Source : « cms.eurohandball.com », Fédération européenne de handball

## Sources
- « Handball - Serbie - Division 1 Femmes - Super League - Palmarès », sur les-sports.info (consulté le 29 juin 2020)